# Prolympia
Prolympia (tidigare Olympia) är en svensk friskola med idrottsinriktning.
Skolan har tagit 10 procent från andra ämnen (inte kärnämnena) och lagt på idrott. Skolan startades 2002 av Leif Jansson och Karel Herink tillsammans med dåvarande Ultra Education, för elever med idrottsintresse för att ge dessa en allsidig idrottsutbildning.
Prolympia har nio skolor på åtta orter:
- Gävle
- Göteborg
- Jönköping
- Norrköping
- Sundsvall
- Umeå
- Virserum
- Östersund

Orter där Prolympia tidigare funnits:
- Värnamo - Lades ner 2010 på grund av bristande lönsamhet på grund av för få elever.[1]
- Åkersberga - Överläts till Österåkers kommun 2017 på grund av för få elever.[2]

En ny skola byggs i Växjö och planeras öppna 2023.[uppföljning saknas]